# Anton Waldhauser
Anton (Antonín) Waldhauser (17. března 1835, Vodňany – 30. října 1913, Německý Brod byl český malíř a ilustrátor. Někdy je uváděno jeho jméno v českém překladu jako Antonín Lesodomský.

## Život
Antonín Waldauser se narodil v rodině krejčovského mistra a výrobce tureckých fezů Františka Waldhausera na nynějším Kalinově náměstí v domě č.p. 39/I ve Vodňanech. Již od mládí se toužil stát umělcem. V roce 1849 na doporučení budějovického biskupa nastoupil studia na pražské malířské akademii. Studia začal v elementárce u profesora Christiana Rubena, dále pokračoval ve studiu u prof. Antonína Lhoty a Maxmiliana Haushofera. V roce 1854 ukončil úspěšně studia a odešel studovat na vídeňskou malířskou akademii, kde v letech 1855–1857 byli jeho profesory Karl von Blaas, Johann Nepomuk Geiger a později ještě prof. Carl Wurzinger a prof. Anton von Perger, který vyučoval anatomii. Vídeňskou akademii absolvoval roku 1857 s výtečným vysvědčením.
Následně odmítl středoškolskou profesuru ve Vídni a raději se vydal na cesty po Evropě. Navštívil Německo a Švýcarsko. V roce 1862 se zúčastnil v pražském Sokole návrhů na kroje a v roce 1863 podporoval činně i polské povstání. V roce 1863 se vypravil pěšky do Kostnice, kde pořídil mnoho kreseb pro obrazy z Husova života. Waldhauser byl nadšený vlastenec a překládal své jméno na Lesodomský. Patřil do generace zakladatelů Umělecké besedy.
V letech 1863–1868 vyučoval kreslení v pražských vlasteneckých rodinách. V roce 1864 začal přispívat ilustracemi do Zlaté Prahy a Květů. V roce 1870 odmítl místo profesora kreslení na gymnáziu v Kutné Hoře. Od roku 1871 pravidelně vystavoval v Praze na Žofíně na výstavách Společnosti vlasteneckých přátel umění. 
V letech 1877–1878 navštívil Mnichov a Francii. Pobývá v Paříži, Bretani a v lázních Trouville, kde vznikají první maríny a miniatury pro lázeňské hosty. Zde se také utvrzuje ve své umělecké cestě odpovídající tvůrcům tzv. barbizonské krajinomalby. Rovněž cestoval i do Ruska. 
V roce 1880 se usadil na Smíchově a soukromě vyučoval malbu. V roce 1887 vystavuje 60 obrazů v rámci výročný výstavy Krasoumné jednoty v Rudolfínu. Vilém Weitenweber ve Zlaté Praze (22. 4. 1887) píše, že "Antonín Waldauser je snad nejpopulárnější umělec v Praze".  Kladného hodnocení se dočká jeho Dráteník a české krajiny z Hlubočep, Bráníka, Chuchel, Modřan, Radotína, Orlíka a Dobřichovic. 
Po roce 1901, kdy naposledy vystavoval v Praze, trávil zbytek života většinou na venkově. Pobýval v Poličce a především ve společnosti své sestry v Havlíčkově Brodě (zřejmě od r. 1905). Zároveň si však držel svůj ateliér v Praze, ve Švédské ulici na Smíchově.  O tomto období života, tulácké, tvrdohlavé a samotářské povaze Antonína Waldhausera píše Mařákův žák František Pečinka v Lidových novinách (6. 11. 1913). 
V německobrodské nemocnici skonal na rakovinu žaludku 30. října roku 1913. Pohřben je na Olšanských hřbitovech v Praze.
Aukce obrazů z pozůstalosti Antonína Waldhausera proběhla v Rudolfínu v březnu 1914. Vydraženo bylo 245 obrazů v úhrné ceně 7 861 K (Čas, 19. 3. 1914).

## Dílo
Ve svém raném díle se zabýval historickou malbou (např. obrazy Jan Žižka a Prokop Holý na válečném voze a Jan Hus po rozsudku na kostnickém sněmu). Jako ilustrátor přispíval do časopisu Zlatá Praha. Do prvního období tvorby patří i obrazy "tenkého barevného nánosu a studených harmonií" s oblíbeným tématem alpských scenérií (B. S. Urban, 1935).
Následně maluje obrazy náladového romantismu měsíčních nocí s chladným svitem a přelétajícími mračny. Později se zaměřuje téměř výhradně na krajiny v Povltaví, v jižních a východních Čechách, které jsou dle B. S. Urbana (1935) vrcholem jeho tvorby, "mají blízko k tvorbě barbizónské, zejména Theodora Rousseaua". B. S. Urban dále pokračuje: "Opravdová závažnost malířské tvorby Waldhauserovy tkví v jeho skvělých realistických studiích, kde umělec způsobem, tak blízkým k Chittussimu, líčí své přírodní zážitky..." 
K. B Mádl (Zlatá Praha, 1898) se omlouvá a opravuje svůj názor na Waldhauserovo dílo: "Chci nyní opravit svůj soud o něm, ve chvíli, když jsem došel k poznání, že barvou, silnými, intenzivními a zpravidla přepjatými tóny usiluje určitou náladu vyjádřiti. Hluboké, vyjádřené barvy, někde planoucí, jinde násilně ztemnělé, jsou jeho řečí, kterou nad krajem mluví."
Antonín Waldhauser maloval také zimní motivy a nevyhýbal se ani průmyslové periferii (Červánky na periferii, 1880). Byl také portrétistou a vytvořil i některá zátiší (např. Zátiší s růžencem a květinami).
František Pečinka, který byl jeho dřívějším žákem, výstižně hodnotí jeho tvorbu počínaje 80. léty 19. století: "Pracoval s neúmornou mravenčí pílí, sníval nad malým obrázkem, že by ona doba stačila k namalování velkého obrazu. Jeho krajinky žily, dýchaly. Byl naturalistou v ryzím smyslu toho slova a vždy dovedl vložit do svého díla kus srdce, svého já. Lnul k mírnému romantickému rázu krajiny, ale měl též smysl pro jednoduchý plochý kraj nebo věci čistě náladové". Karel Domorázek (Čas, 17. 3. 1914), stejně jako František Pečínka, zmiňují jeho odmítavý postoj k moderním směrům: "V několika břitkých větách popravil celou modernu krajinářskou: trpce zaklel na svůj osud..." 

### Zastoupení ve sbírkách
- Národní galerie v Praze, např. Zámek Hluboká od jihu, Bezdrevský rybník v noci a Chalupy v Hlinsku
- Muzeum hlavního města Prahy, např. Kluziště na Vltavě u Žofína a Jezero v Alpách
- Galerie Hlavního města Prahy, např. Na zamrzlém rybníku a Večerní krajina (motiv od Kutné Hory)
- Alšova jihočeská galerie v Hluboké nad Vltavou, např. Autoportrét
- Galerie moderního umění v Roudnici nad Labem, např. Krajina s řekou a západem slunce a Krajina podle Piepenhagena
- Oblastní galerie Vysočiny v Jihlavě, např. Hrad
- Severočeská galerie výtvarného umění v Litoměřicích, např. Zimní krajina u Horšovského Týna
- Galerie moderního umění v Hradci Králové, např. Partie na Vltavě u Orlíka (noc) a Měsíc nad rybníkem
- Východočeská galerie v Pardubicích, např. Jezero v horách
- Západočeská galerie v Plzni, např. V rákosí u Hluboké v Čechách a Svatojánské proudy na Vltavě

## Galerie

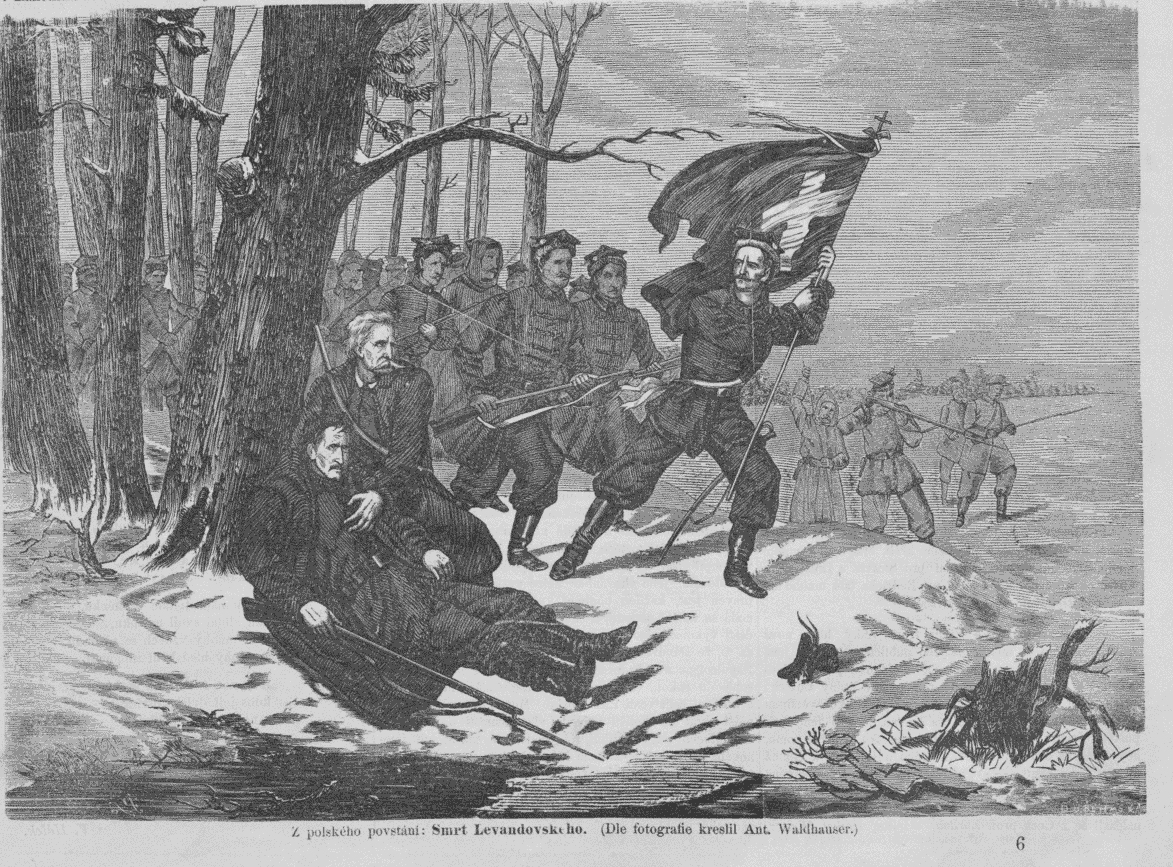
Anton Waldhauser Smrt Levandovského (1864)
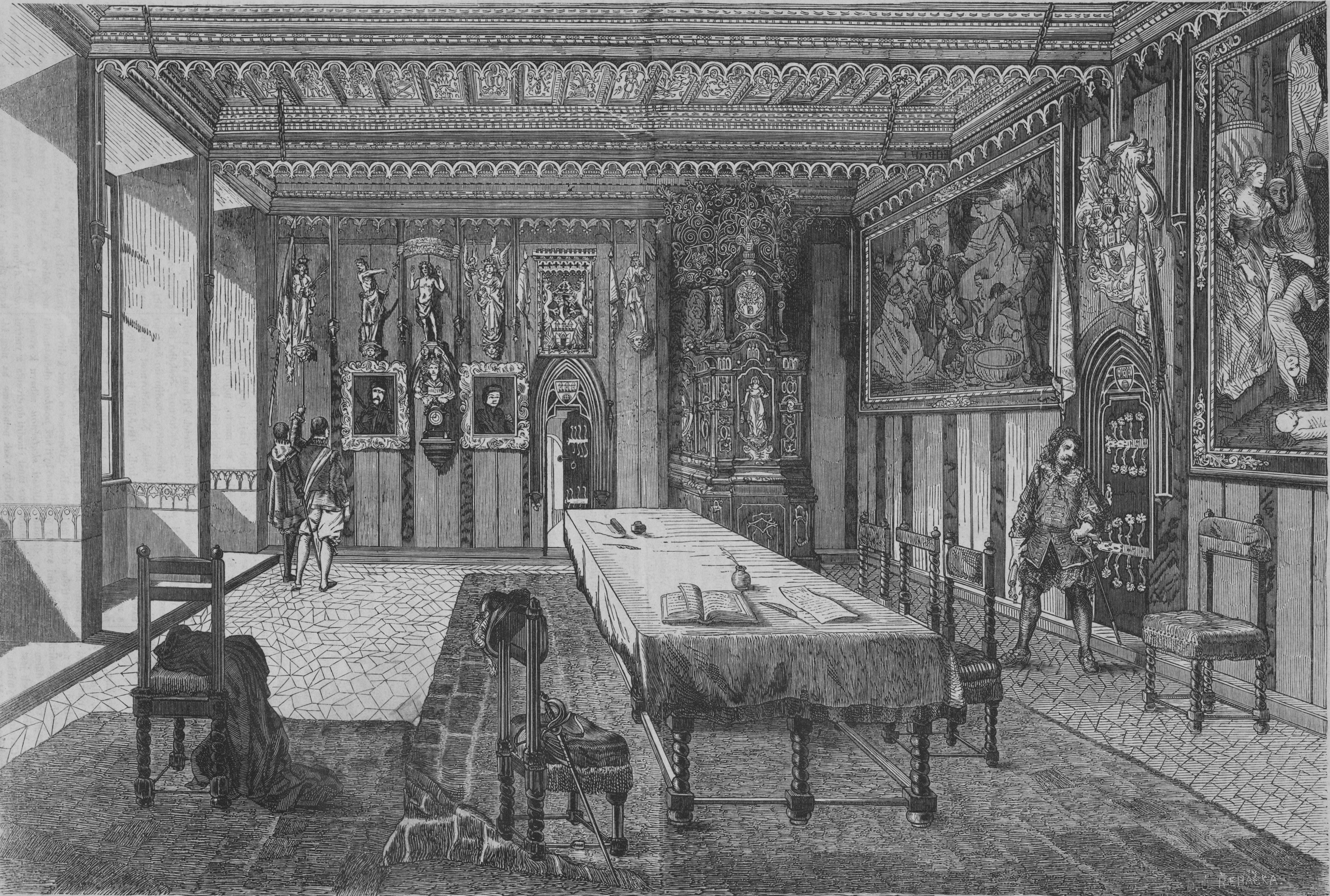
Anton Waldhauser Stará radní síň v radnici Staroměstské v Praze (1864)
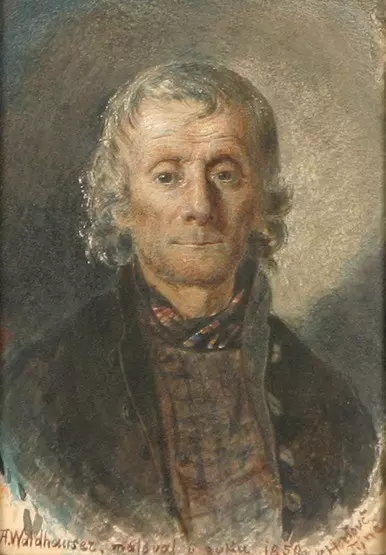
Anton Waldhauser Portrét statkáře (1859)
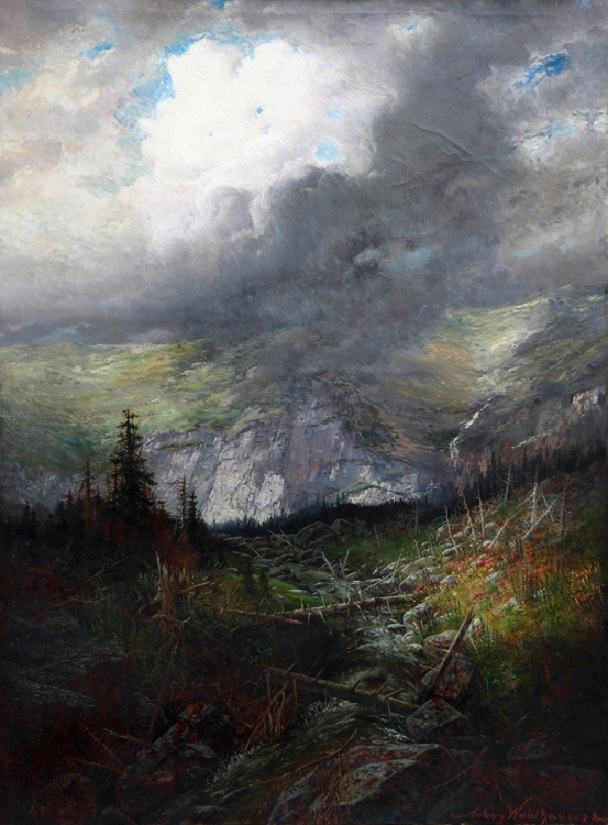
Anton Waldhauser Obří důl v Krkonoších
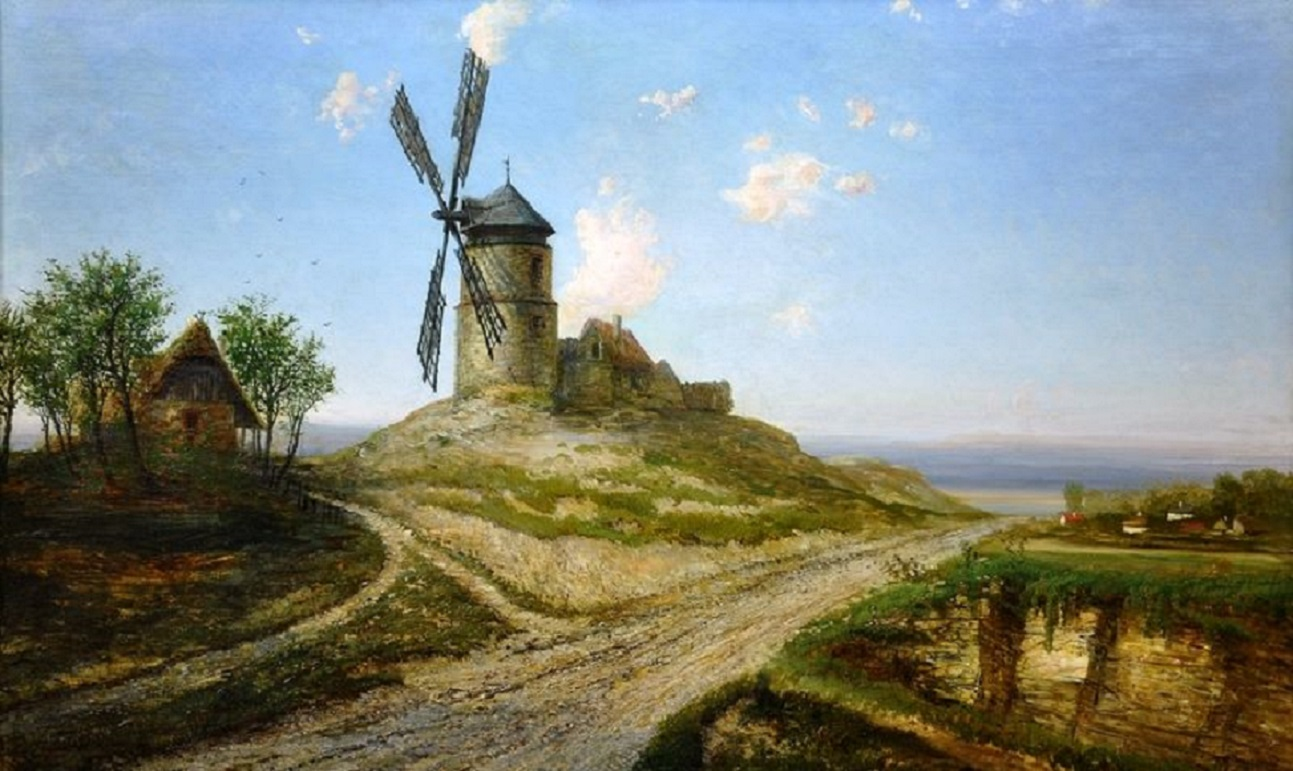
Anton Waldhauser Štrampouch s kamenným větrníkem
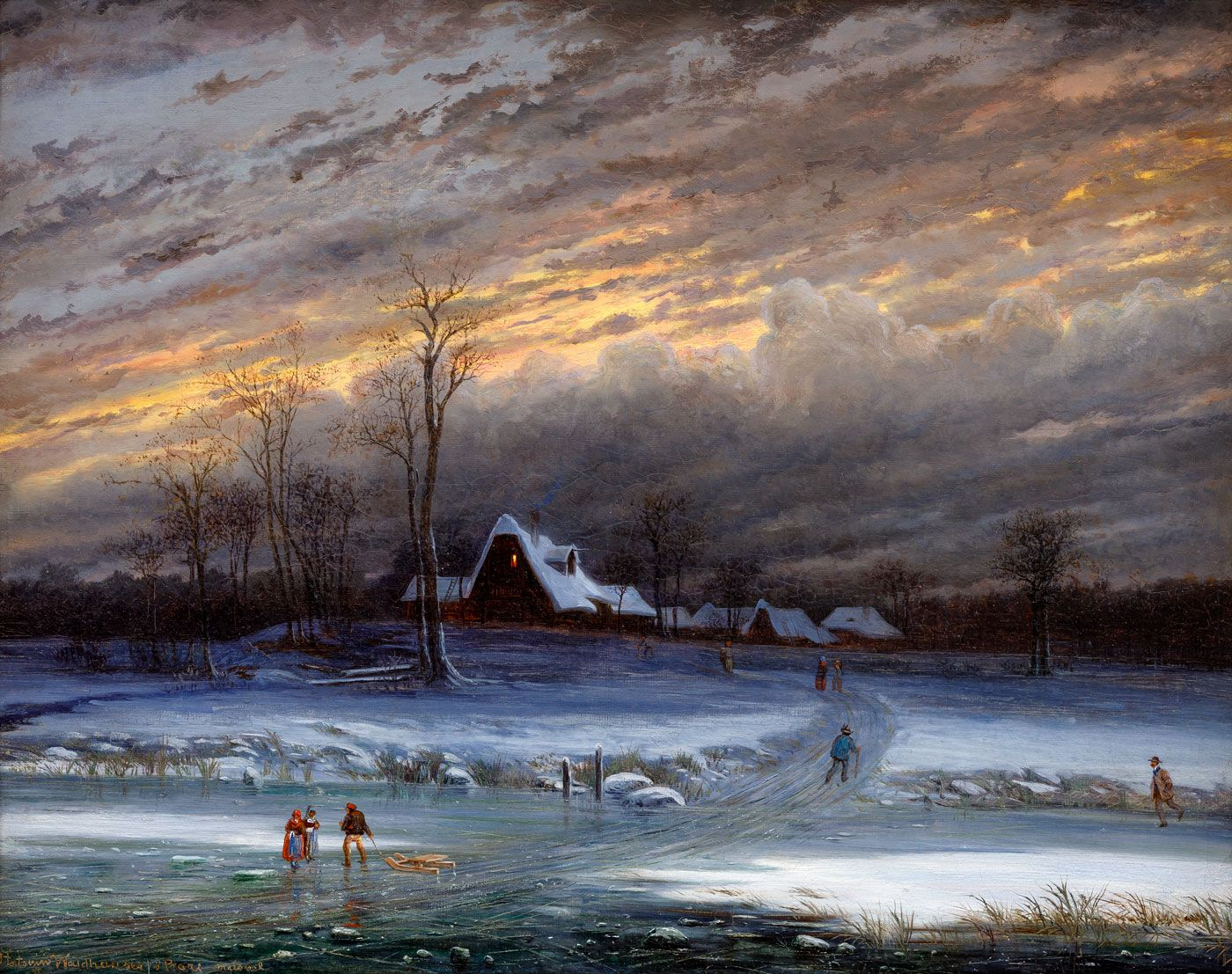
Anton Waldhauser Nálada za soumraku
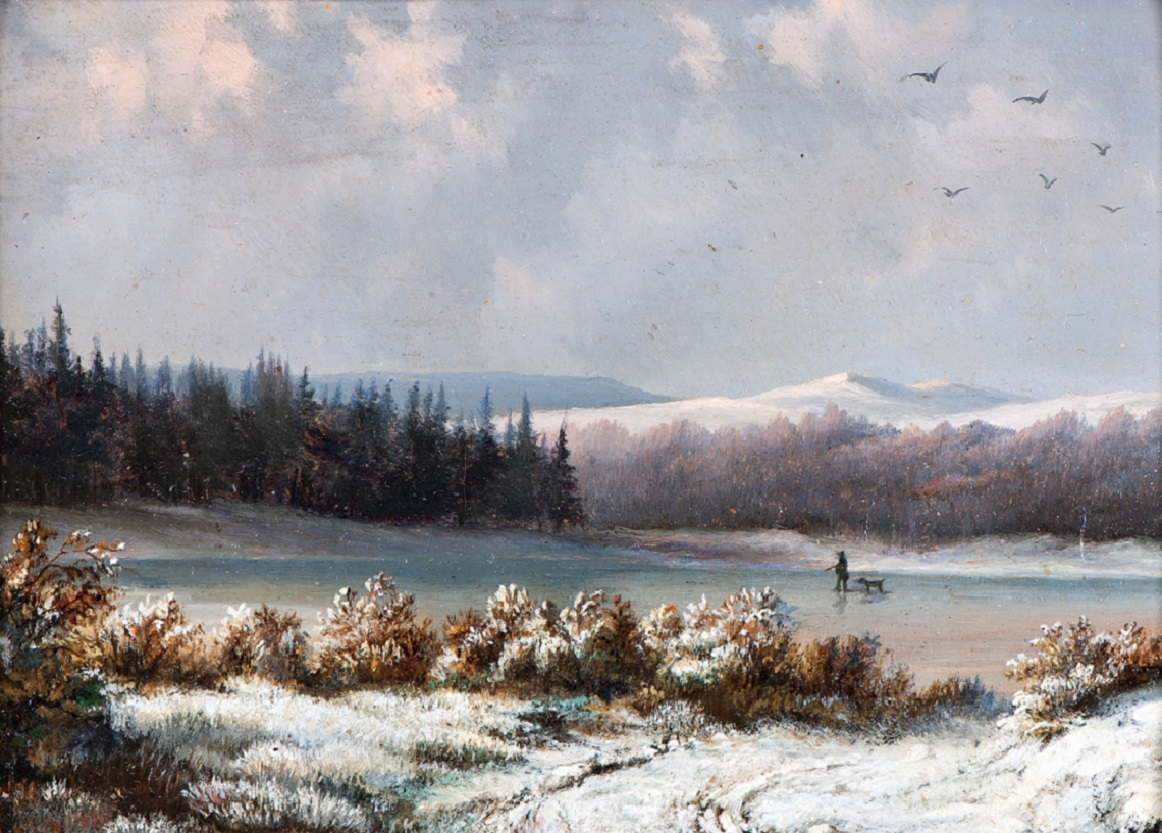
Anton Waldhauser Na zamrzlém rybníce
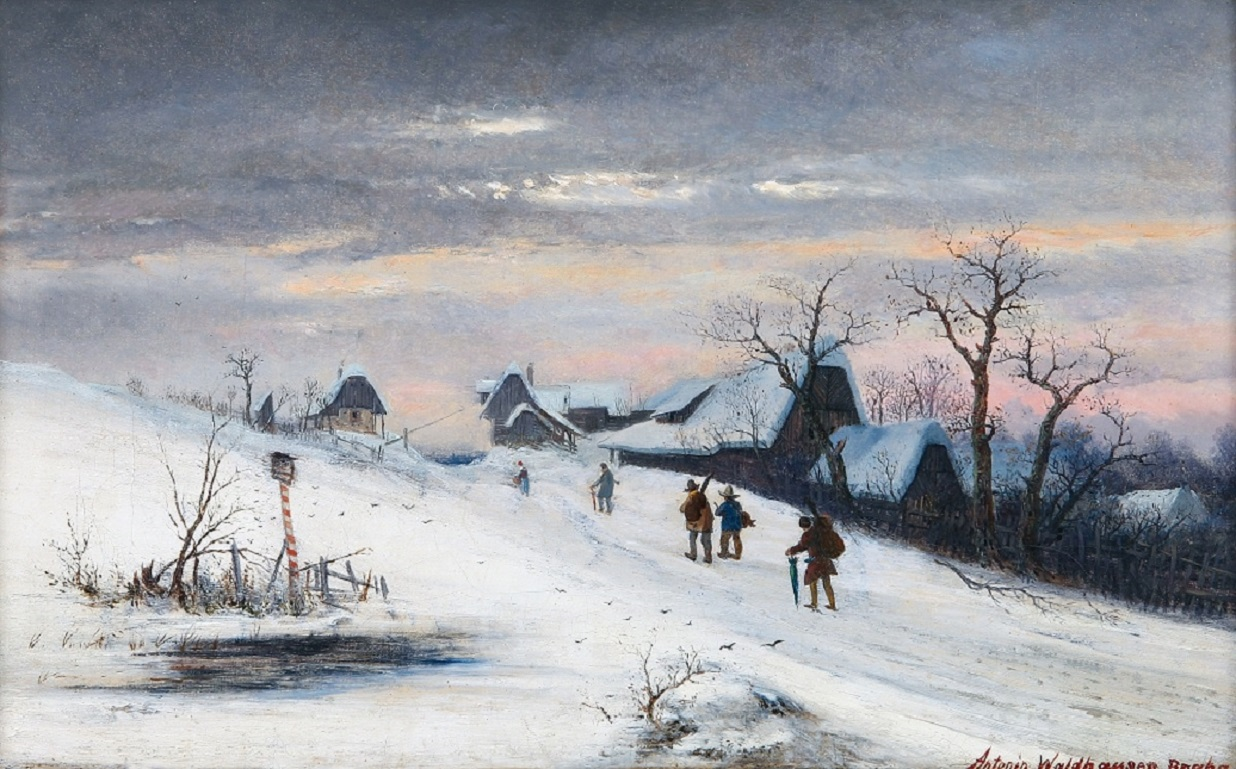
Anton Waldhauser Příchod muzikantů
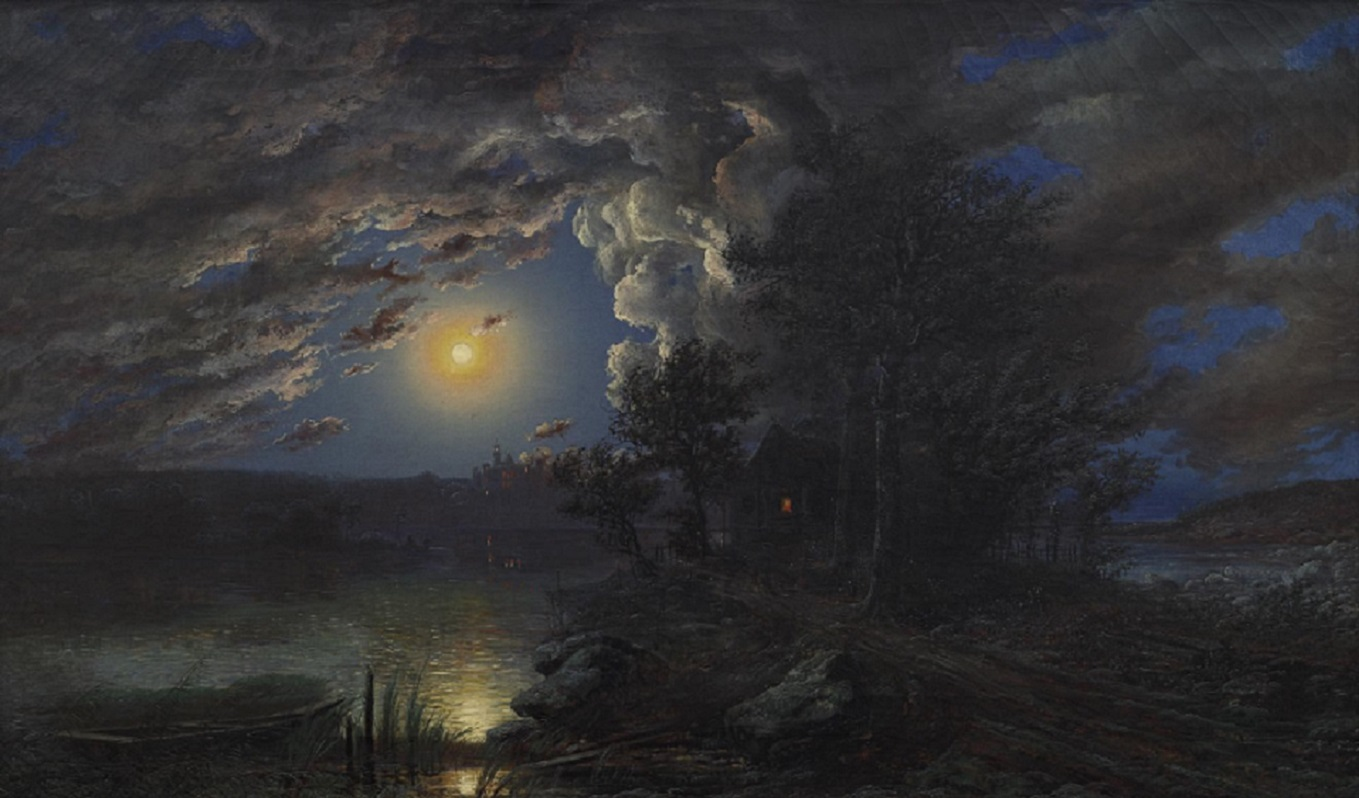
Anton Waldhauser Nokturno na Hluboké
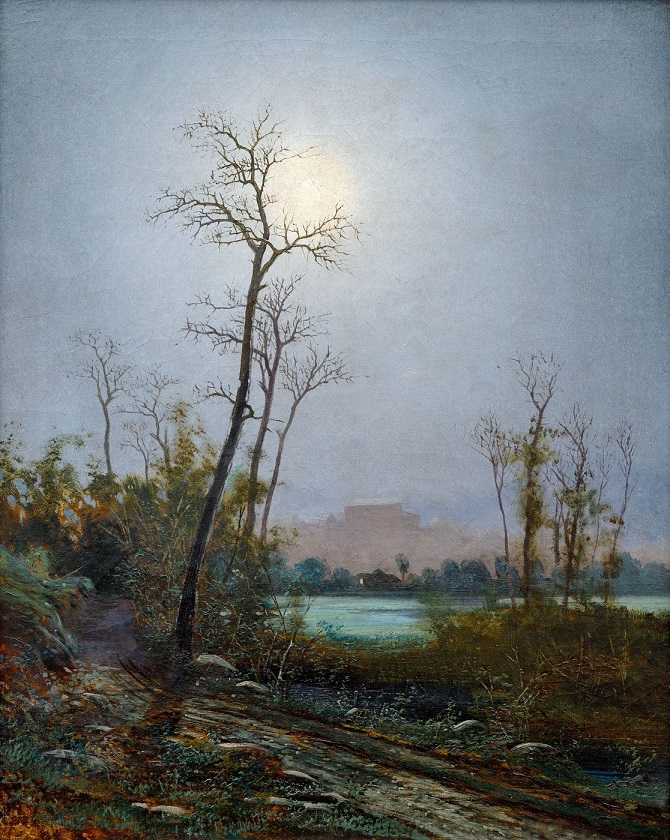
Anton Waldhauser Cesta za úplňku
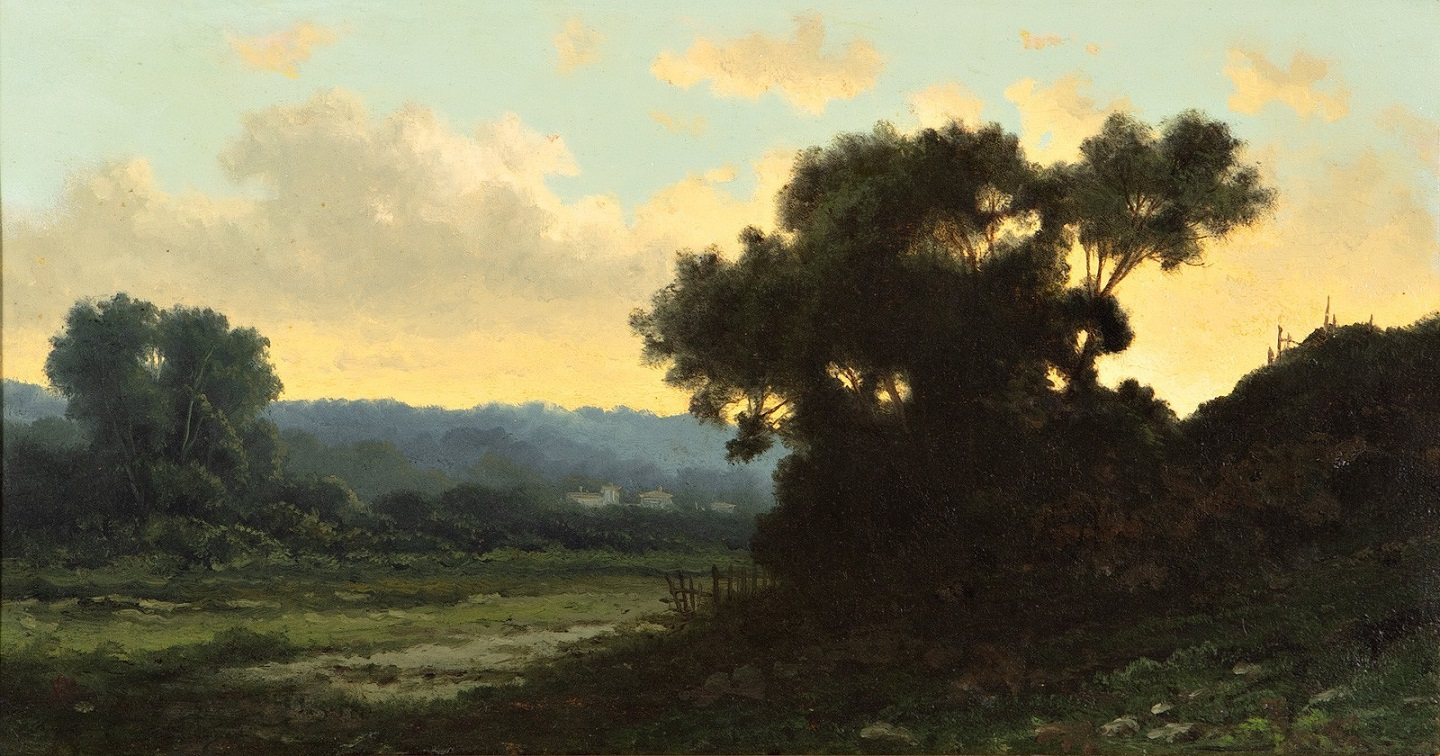
Anton Waldhauser Podvečerní krajina
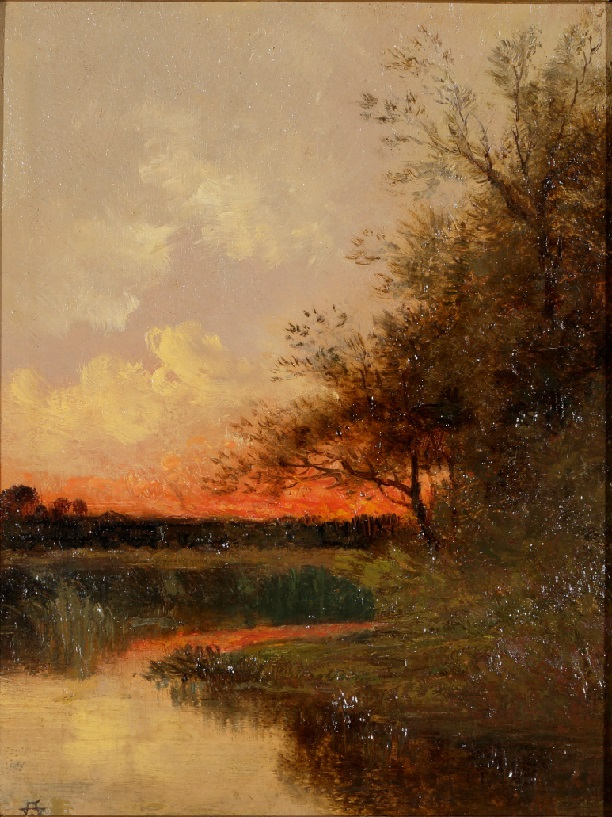
Anton Waldhauser Západ slunce
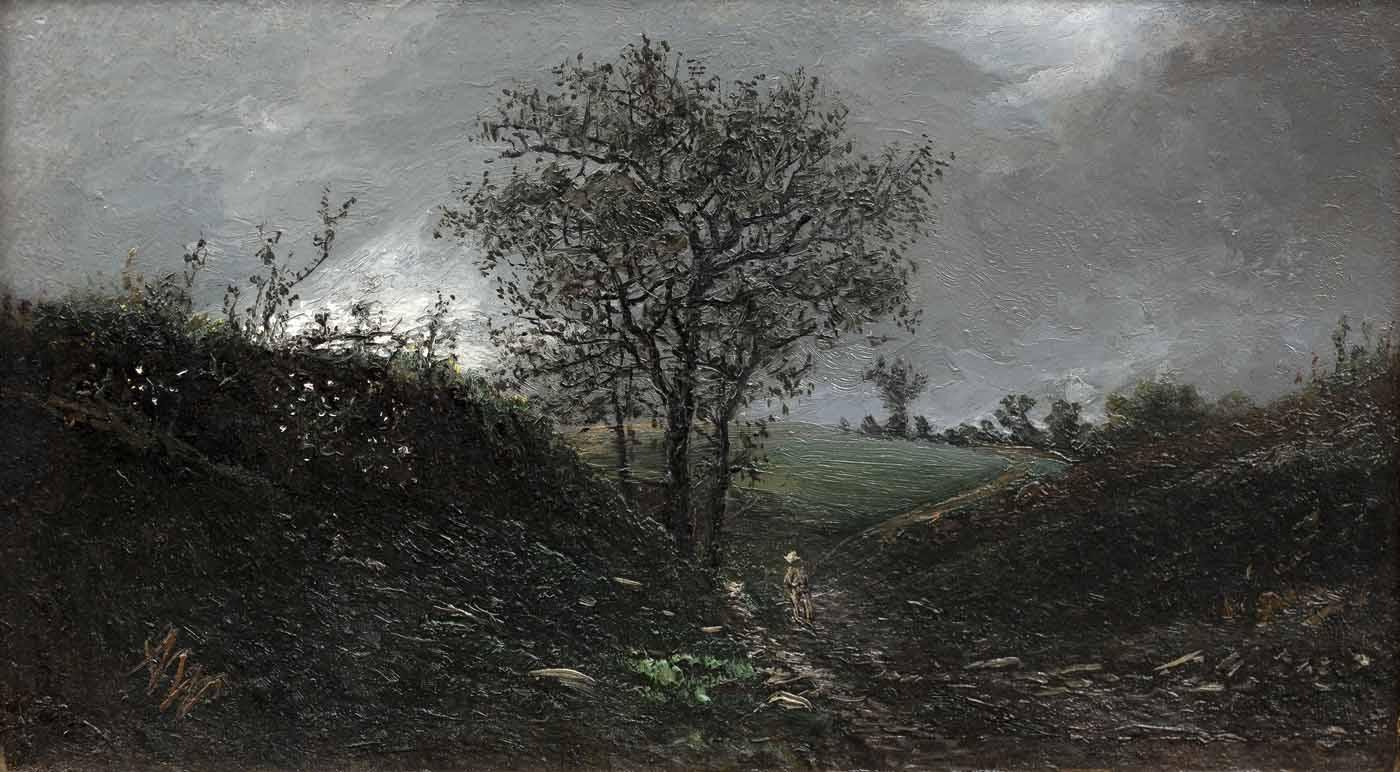
Anton Waldhauser Večer v Radotínském údolí
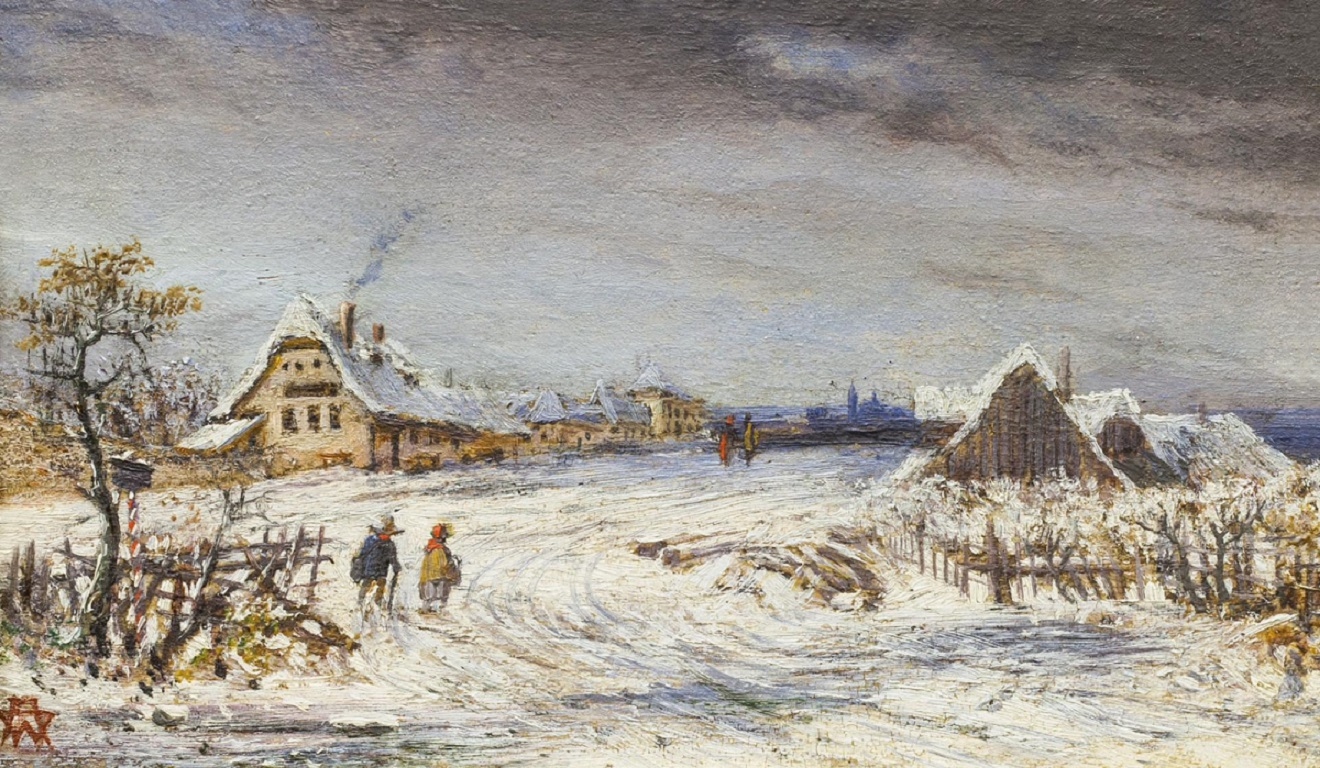
Anton Waldhauser Cesta domů
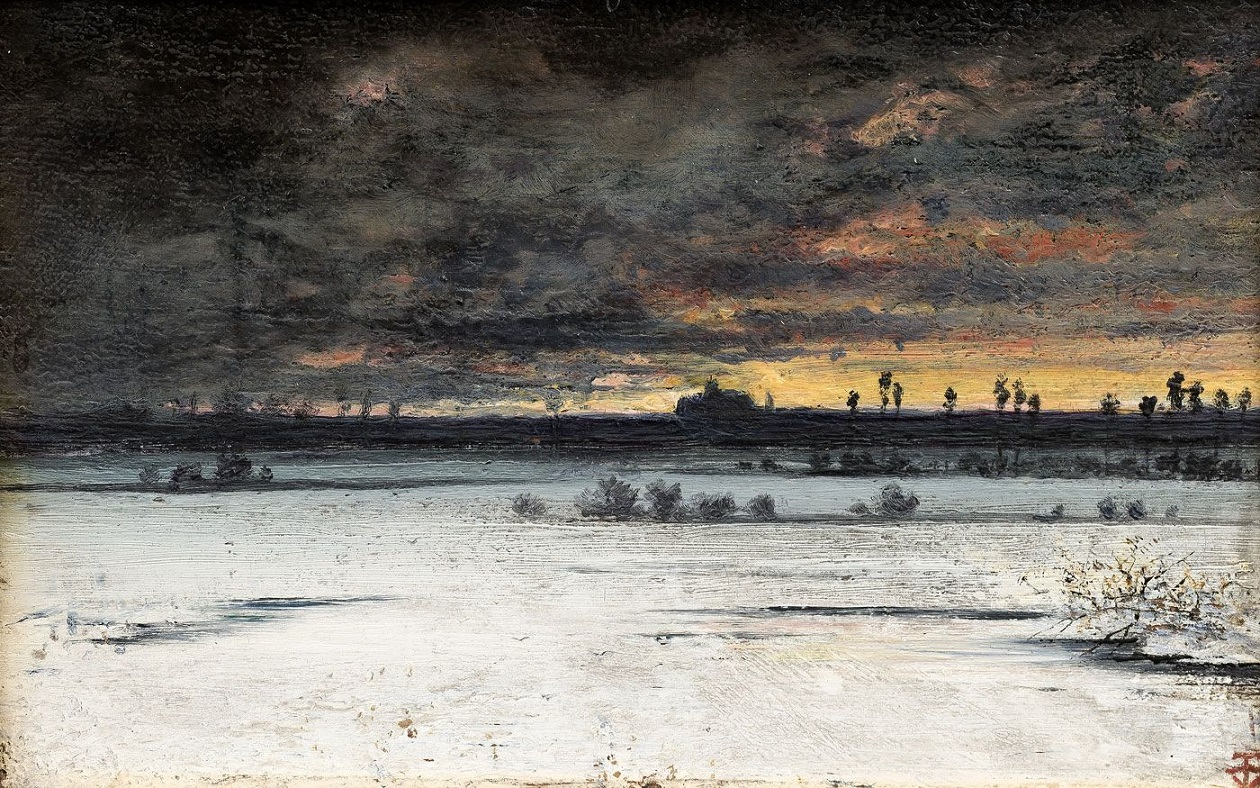
Anton Waldhauser Zimní červánky (1871)
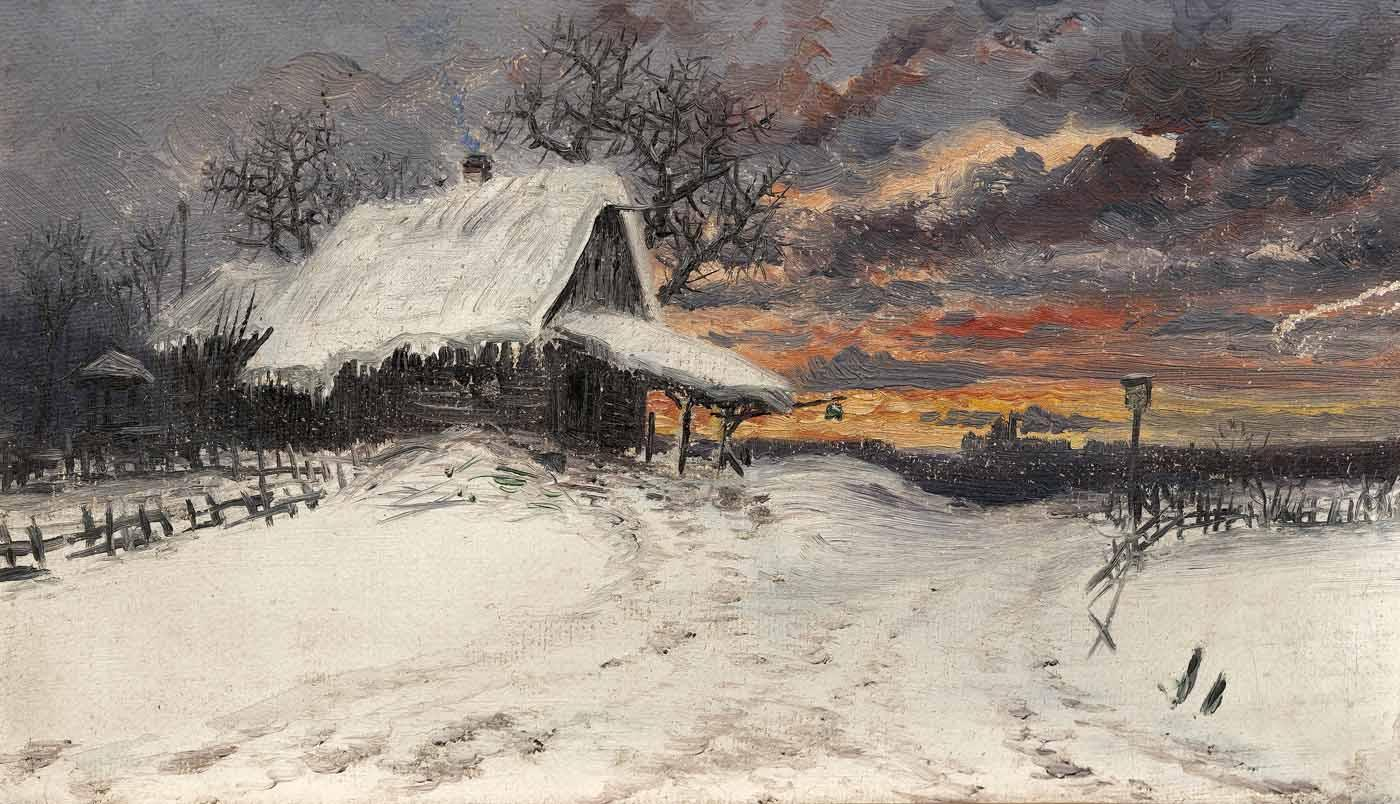
Anton Waldhauser Červánky
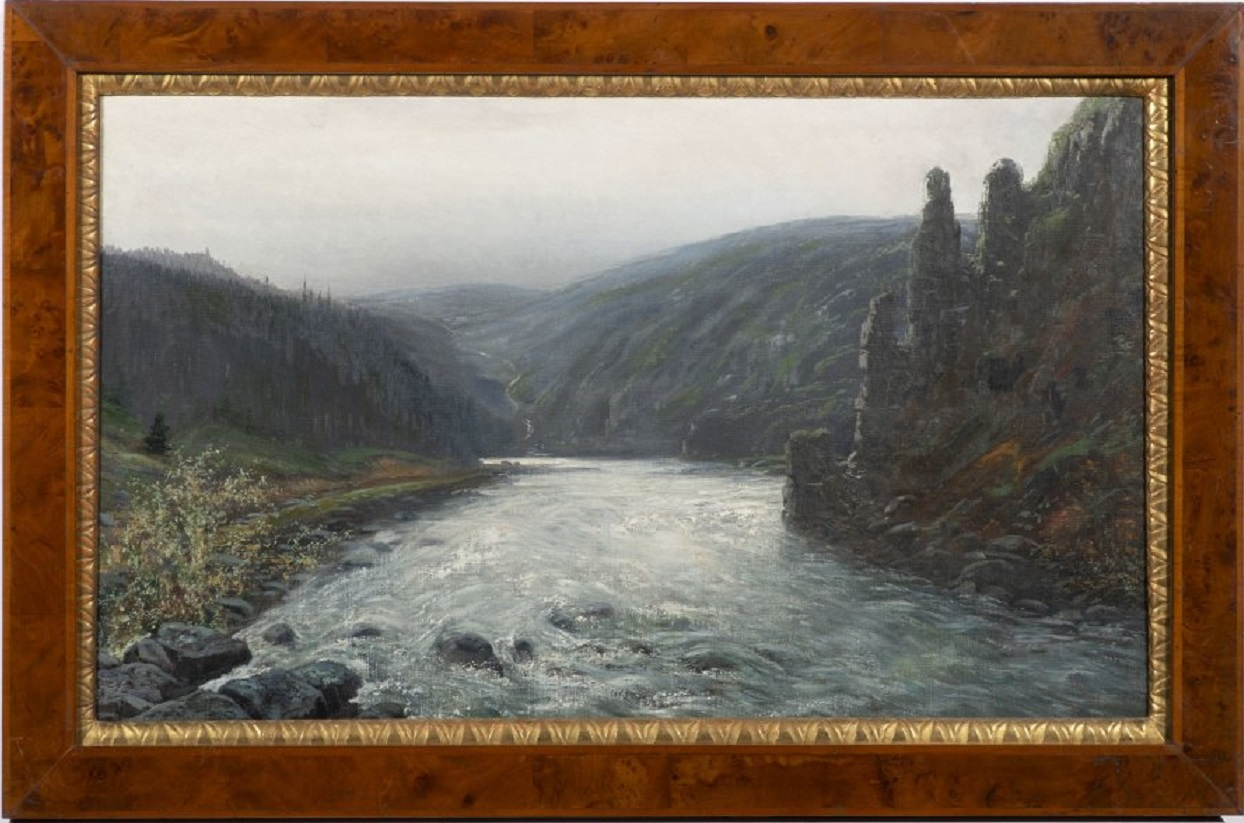
Anton Waldhauser Vltava (Svatojánské proudy)
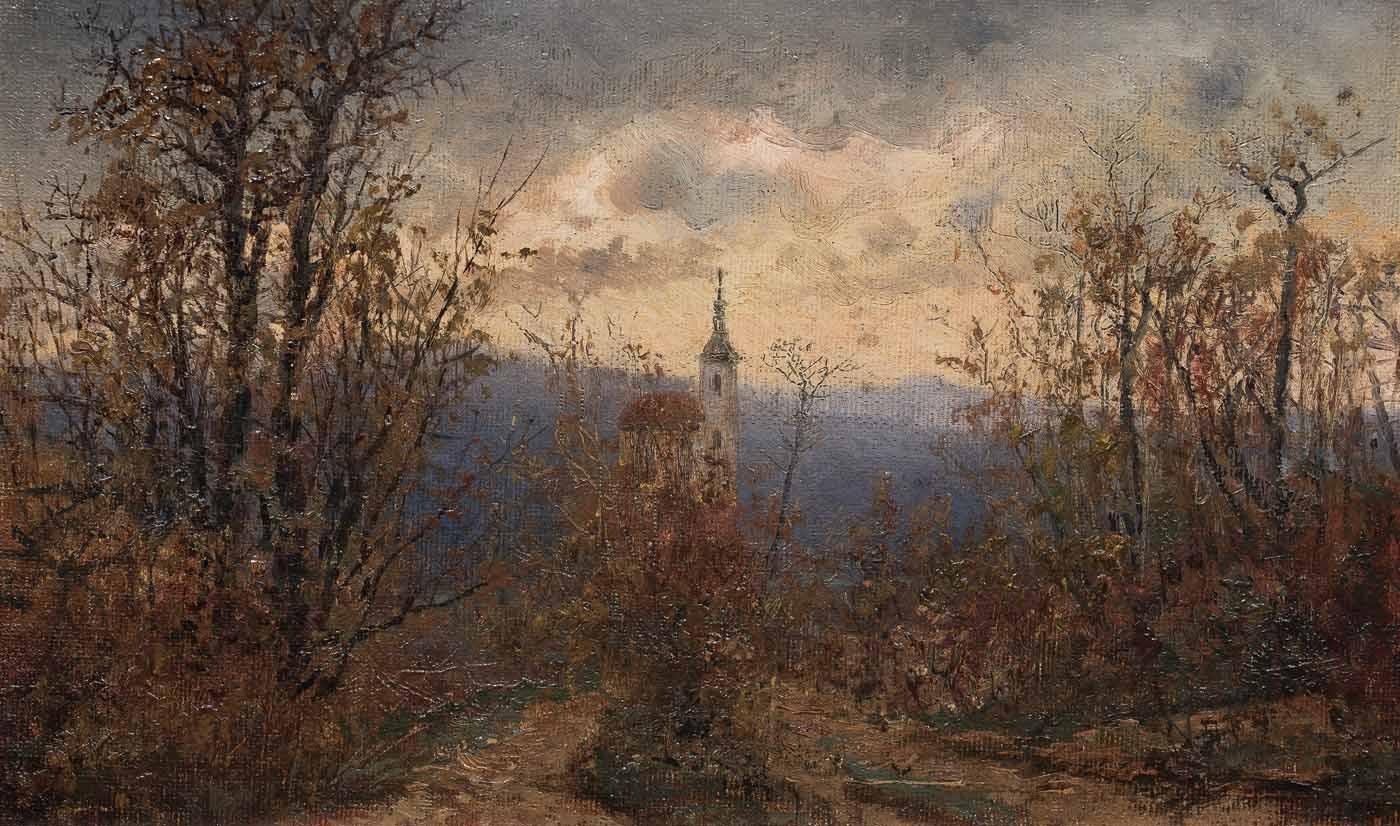
Anton Waldhauser Kostelík
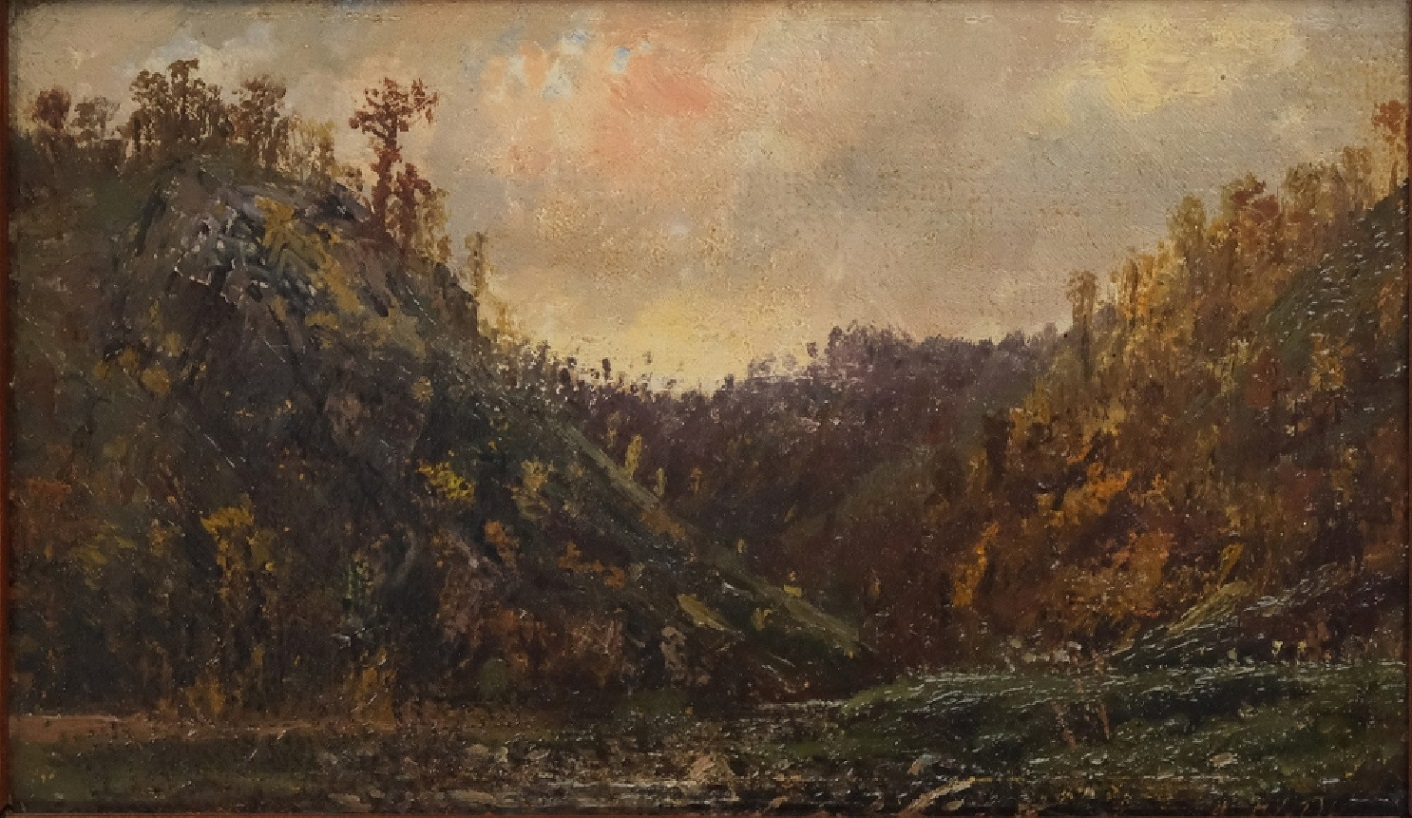
Anton Waldhauser Podzim ve skalnatém údolí
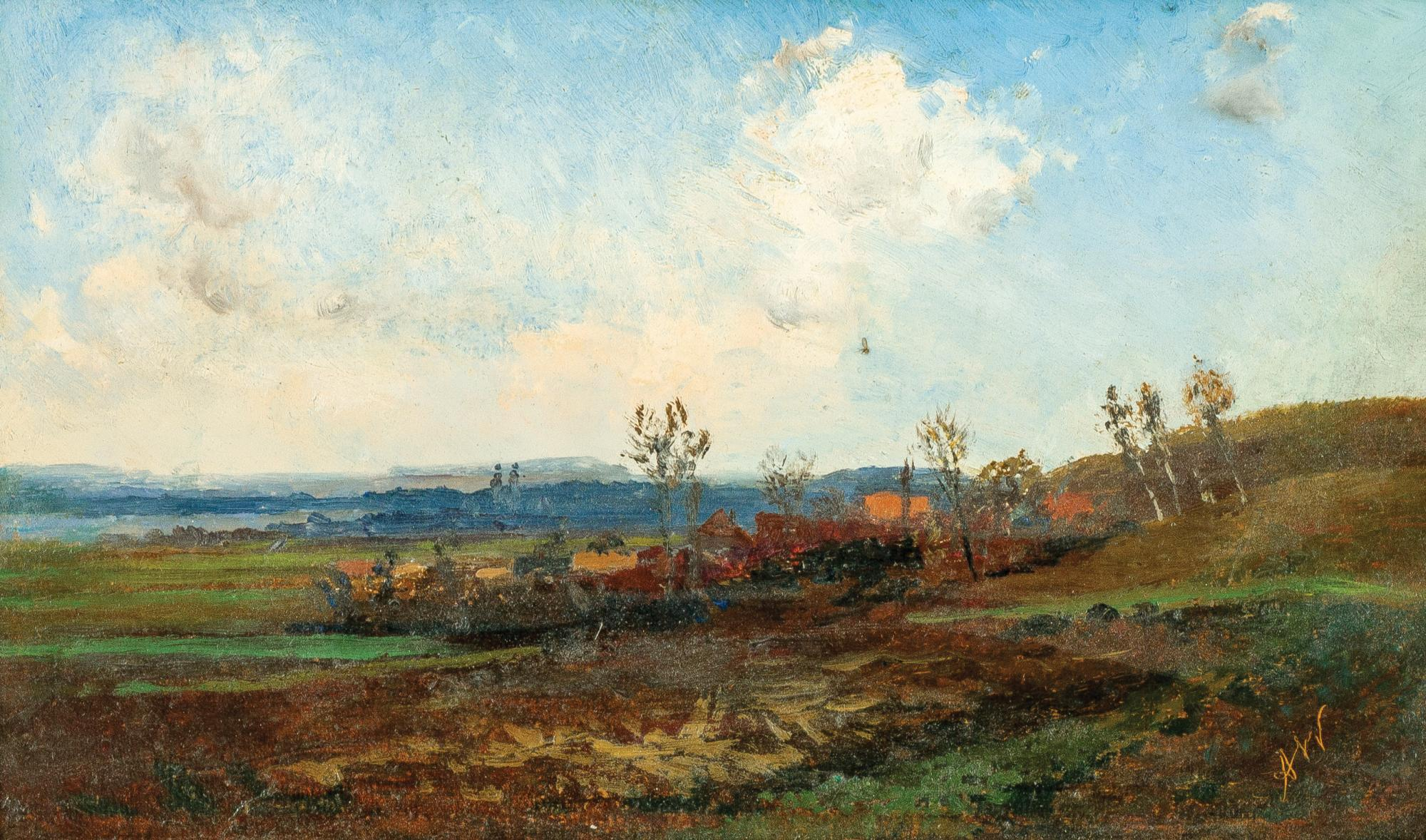
Anton Waldhauser Podzimní krajina
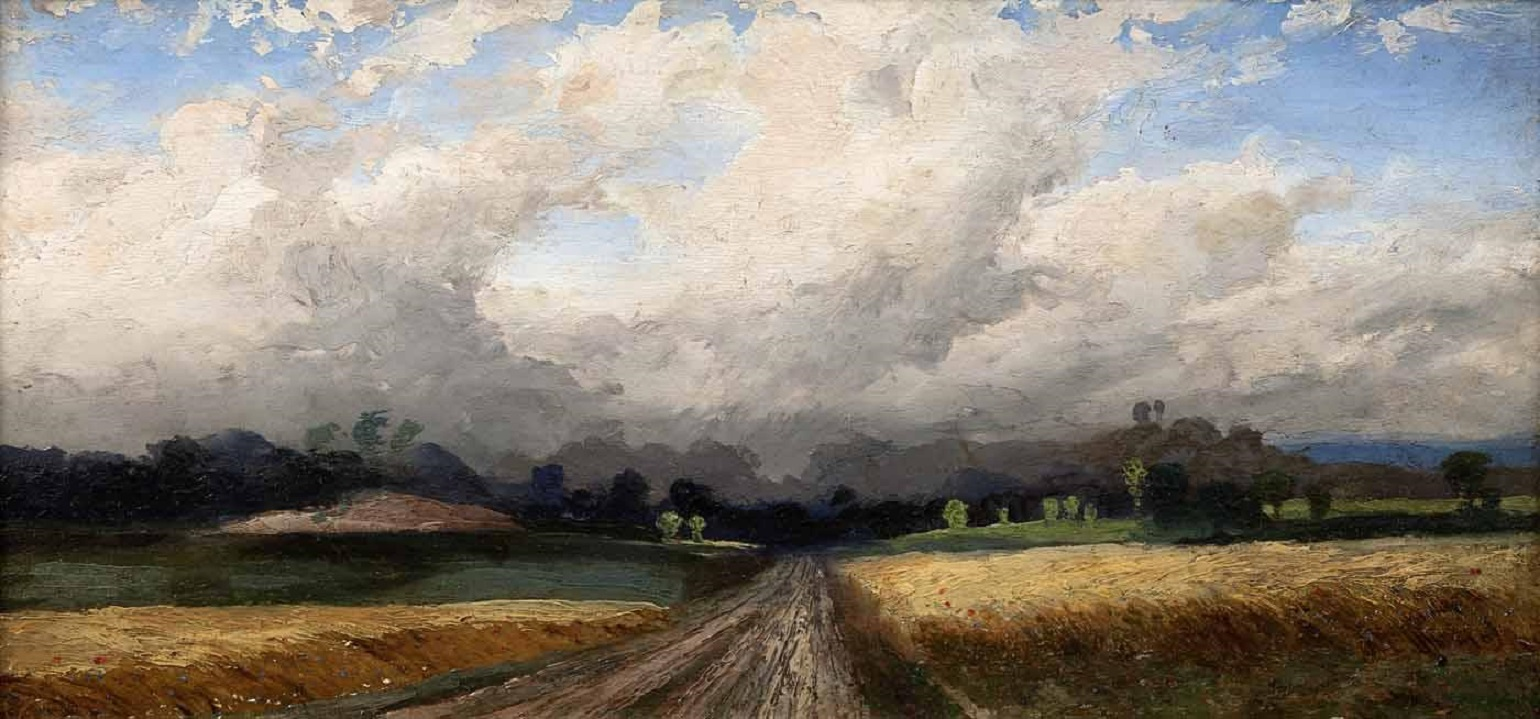
Anton Waldhauser Před bouří
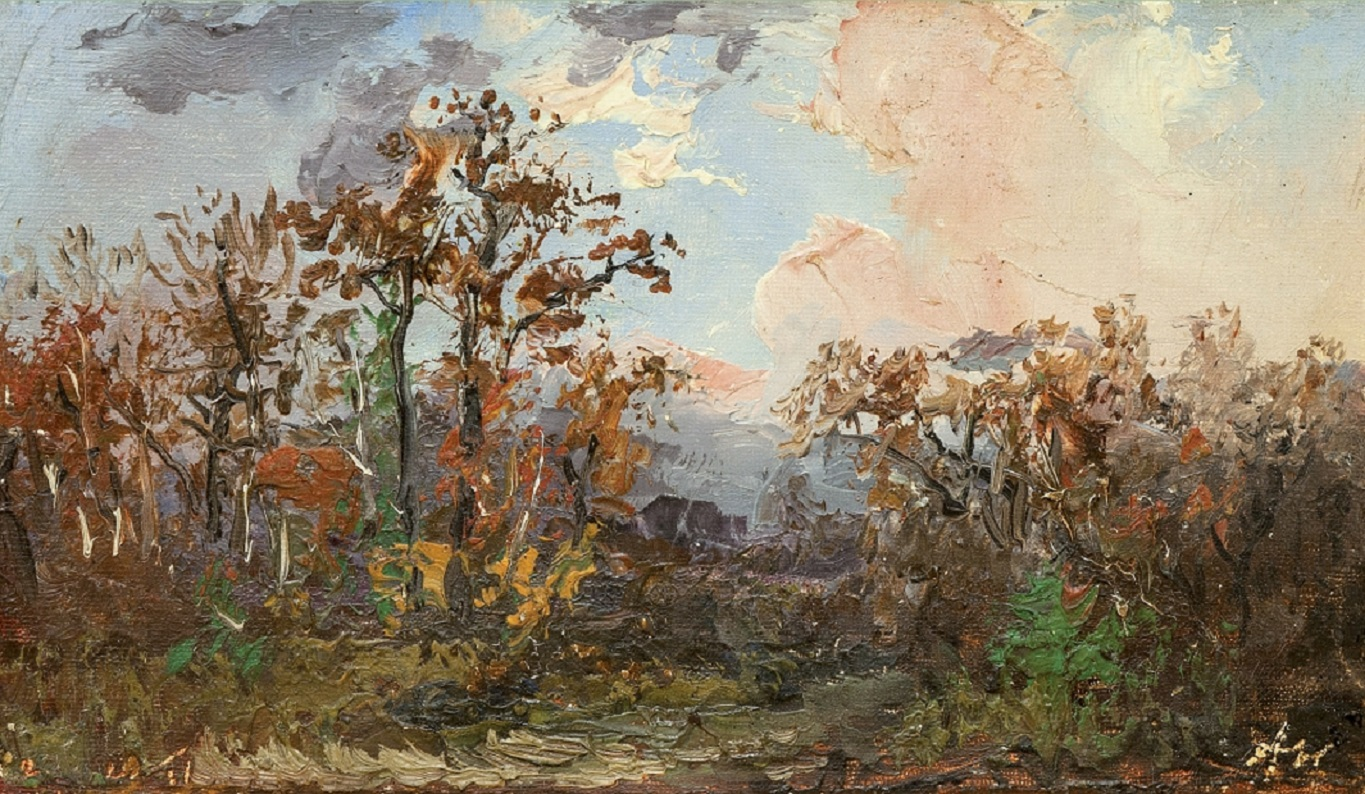
Anton Waldhauser Podzim (studie)
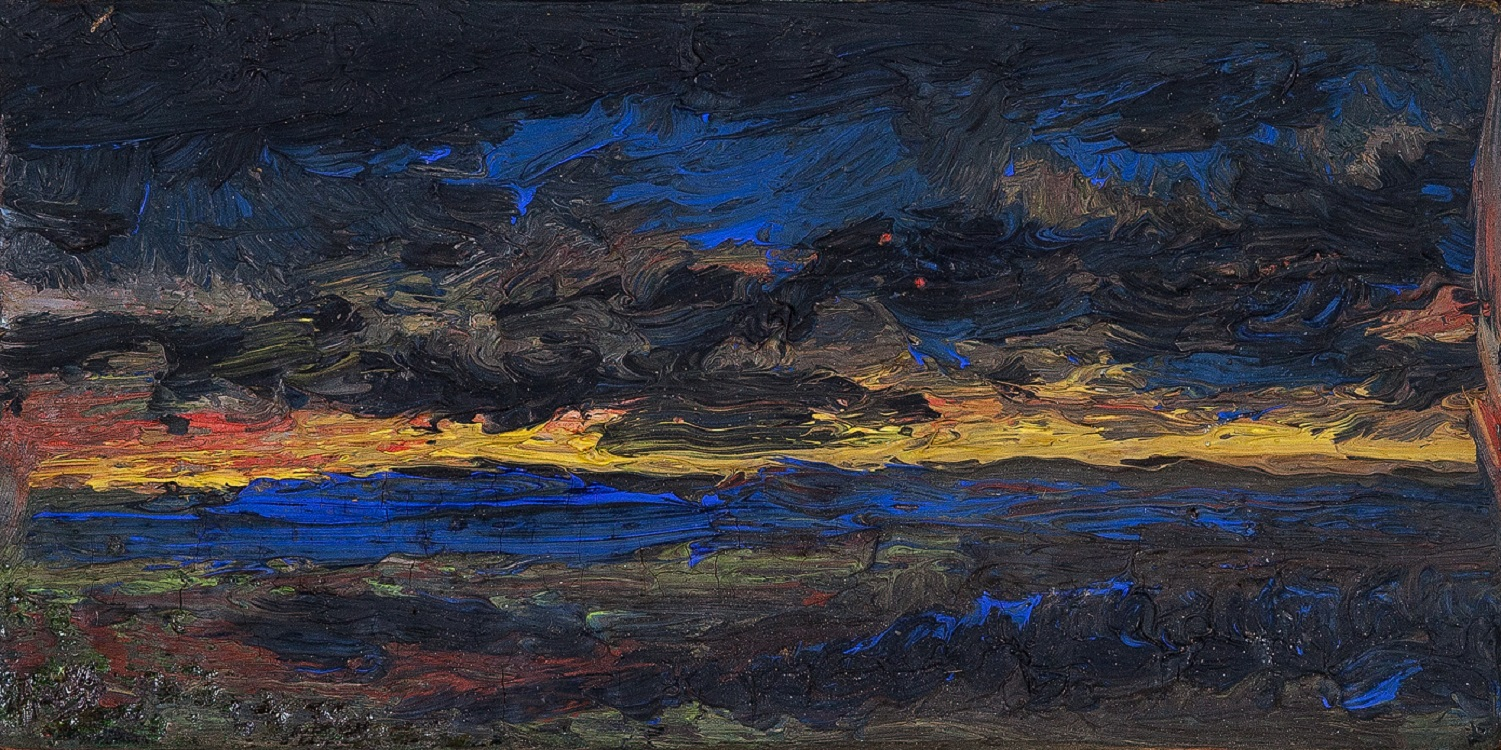
Anton Waldhauser Červánky (studie)
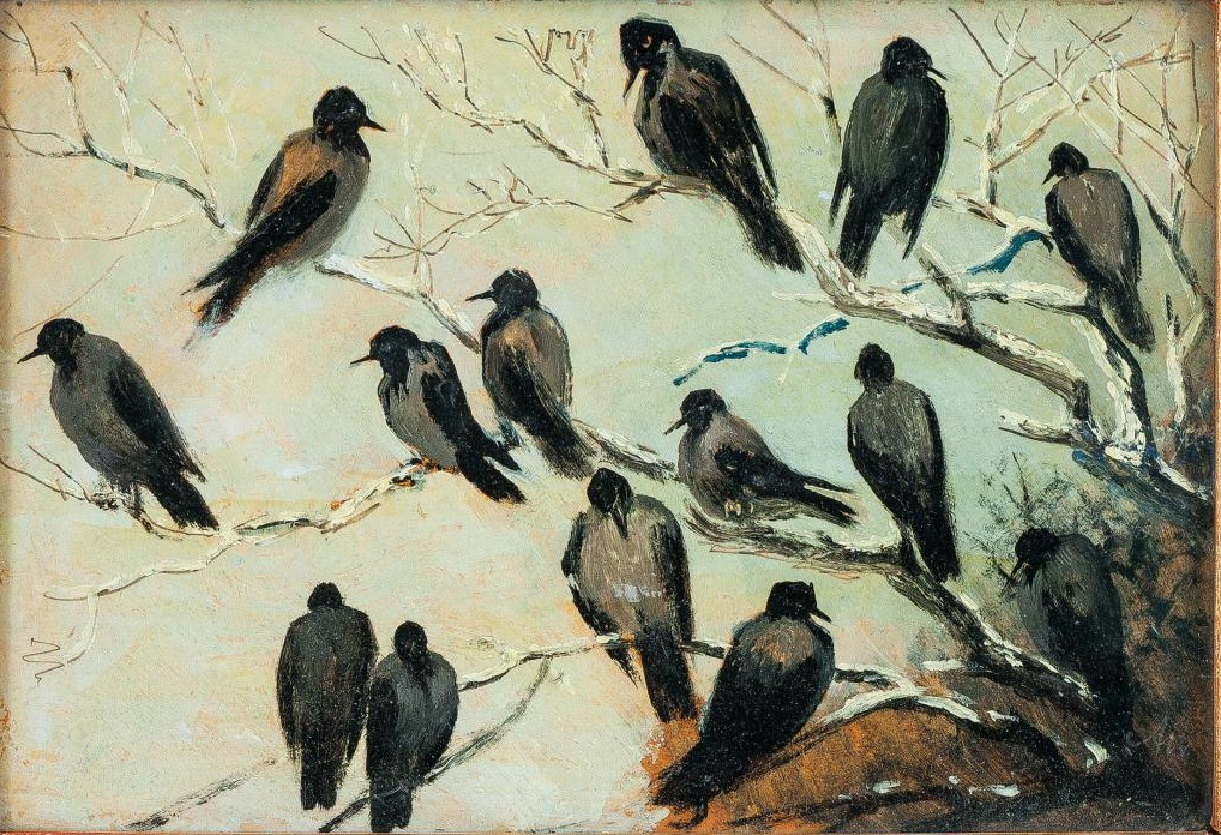
Anton Waldhauser Vrány